# Dystrykt Kawambwa
Dystrykt Kawambwa – dystrykt w północnej Zambii w Prowincji Luapula. W 2000 roku liczył 102 503 mieszkańców (z czego 49,47% stanowili mężczyźni) i obejmował 21 451 gospodarstw domowych. Siedzibą administracyjną dystryktu jest Kawambwa.